# Elias Barup
Elias Botfrid Barup, ursprungligen Bengtsson, född 14 september 1910 i Vallby församling, Skåne, död 13 mars 2001 i Stiby församling, Skåne, var en svensk möbelformgivare. Han var far till Kerstin Barup.
Elias Barup anställdes på Gärsnäs AB som företagets förste möbeldesigner på 1930-talet och verkade där fram till 1980-talet.